# Unforgettable Festival

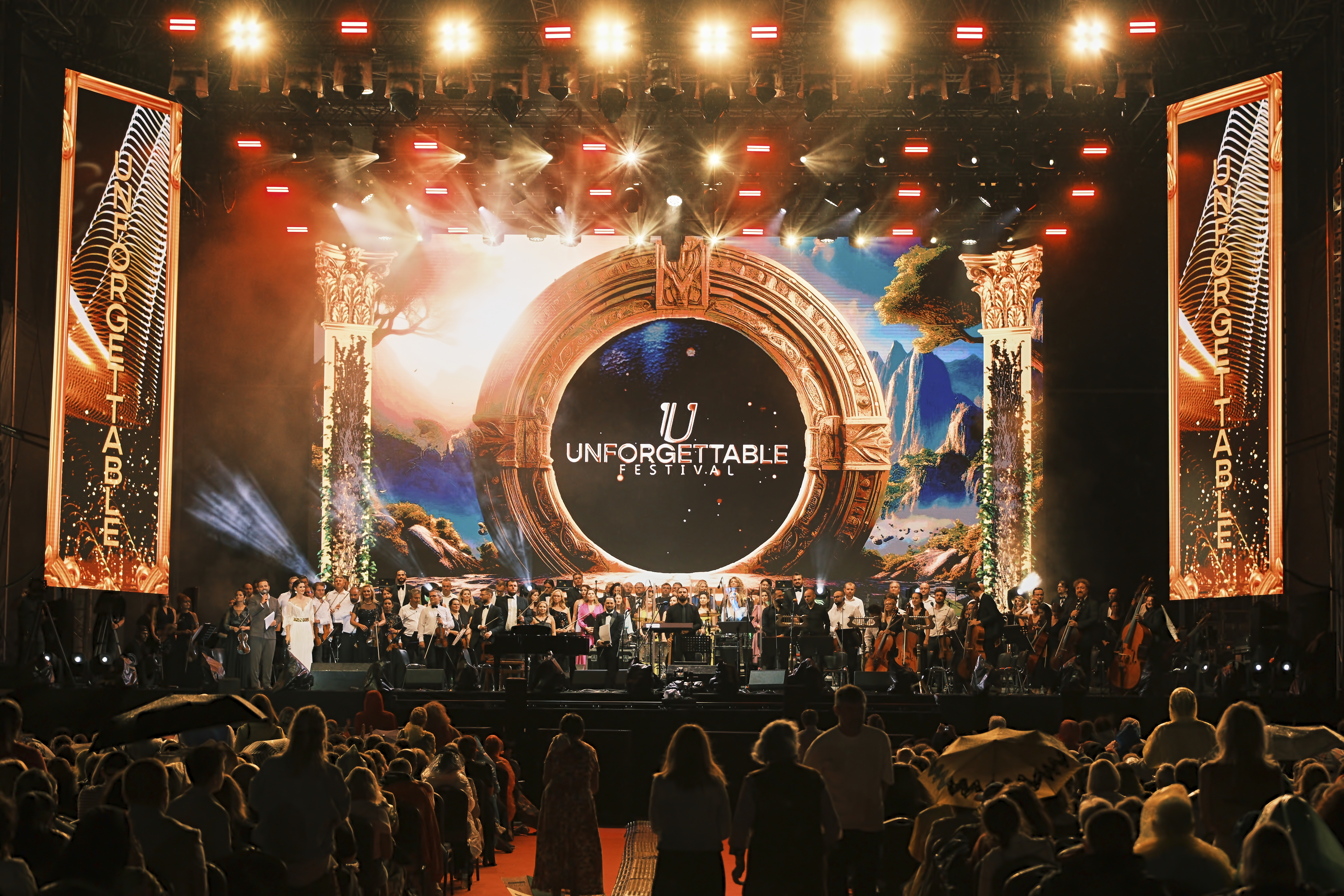
Scena Unforgettable Festival 2024

Unforgettable Festival este un festival anual de muzică organizat în București, România, ce combină stiluri muzicale diverse precum muzica clasică, pop, rock și pop opera. Festivalul se remarcă prin prezența unor artiști renumiți la nivel internațional, colaborări muzicale în premieră și spectacole de anvergură care atrag un public divers.
Prima ediție a Unforgettable Festival a avut loc în perioada 13-15 septembrie 2024, la ROMEXPO, București. Evenimentul a adus pe scenă artiști consacrați precum Lara Fabian, Jessie J, Gipsy Kings, Garou, Havasi și duo-ul Al Bano & Romina Power, atrăgând o audiență de peste 20.000 de spectatori pe parcursul celor trei zile.
Cea de-a doua ediție este programată pentru perioada 12-14 septembrie 2025 și se va desfășura în Piața Constituției din București. Line-up-ul anunțat până în prezent pentru ediția 2025 include artiști legendari precum Andrea Bocelli, José Carreras, Gheorghe Zamfir, Katherine Jenkins și mulți alți artiști de renume. Organizatorii estimează participarea a peste 60.000 de persoane.
Festivalul este apreciat pentru calitatea producțiilor artistice și pentru conceptul său unic, îmbinând tradiția muzicală clasică cu elemente contemporane, într-un cadru de spectacol amplu și complex.